# Азартні ігри в Індії
Азартні ігри в Індії суворо обмежені, за винятком окремих категорій, що включають лотереї та перегони. У XXI столітті в Індії популярності набирають нелегальні ставки. Критики азартних ігор стверджують, що це провокує ріст рівня злочинності, корупції та відмивання грошей, тоді як прихильники регульованих азартних ігор стверджують, що вони можуть бути суттєвим джерелом доходу для держави. 2013 року лише казино в Гоа принесли державі 1,36 млрд рупій прибутку (22,4 млн $).
Казино в Індії дозволено в Гоа, Дамані та Сіккімі. У Сіккімі діють 2 казино, в Гоа — 10 (6 наземних і 4 плавучих на річці Мандові).

## Історія
Азартні ігри в Індії регулюються окремо урядами штатів, які самостійно приймають відповідні закони. При цьому, основним у країні є Закон про публічні азартні ігри 1867 року, який забороняє роботу гральних домів або казино. За порушення передбачено штраф 200 рупій або позбавлення волі на строк до 3 місяців. Крім того, цей закон забороняє відвідувати казино, за порушення цього пункту передбачено покарання у розмірі 100 рупій або позбавлення волі до одного місяця. Індійське законодавство поділяє ігри на дві категорії: ігри на майстерність та гра випадку.
Закон про Інформаційні технології 2000 року регулює роботу інтернету в Індії, але в ньому немає згадок про азартні ігри чи ставки в інтернеті. Формально, азартні ігри в інтернеті є забороненими у штаті Махараштра відповідно до «Закону про бомбейські ставки».
Лише три штати дозволяють роботу казино: Гоа, Даман та Сіккім. У Сіккімі є два казино (Casino Sikkim і Casino Mahjong), 10 казино працюють в Гоа (6 наземних і 4 плавучих, що працюють на річці Мандові). Згідно із Законом 1976 року про азартні ігри в Гоа, Дамані та Діу, казино можна відкривати лише в п'ятизіркових готелях або на суднах за попереднім дозволом уряду. Можливість відкриття наземного казино розглядається урядом штату Вішакхапатнам.
З 2009 року участь в онлайн-казино в Індії карається штрафом у розмірі 90 тис. рупій (~900$).
В серпні 2020 в штаті Андхра-Прадеш було прийнято закон про заборону онлайн-казино і спортивних ставок. На засіданні місцевого Кабінету міністрів було схвалено зміни до Закону про азартні ігри 1974 року. Згідно з новими правилами, організатори онлайн-казино можуть отримати покарання у вигляді ув'язнення терміном на 1 рік, а гравці — ув'язнення на шість місяців. Повторні порушення каратимуться позбавленням волі терміном на два роки.
Натомість, штат Махараштра із населенням більше 100 млн людей розглядає можливість легалізації онлайн-казино. За словами представників уряду штату, податок на такі ігри може принести до казни понад 350 млн $.

## Інтернет
Легальні азартні ігри в інтернеті в Індії практично відсутні, при цьому нелегальні ставки в інтернеті є доволі поширеними. Уряд штату Сіккім 2010 року планував видачу трьох ліцензій на відкриття таких закладів, але хз так і не було видано. При цьому уряд Сіккіму видав закон, яким дозволяється робота онлайн-лотерей, що приймають ставки від гравців з усієї Індії.
Незважаючи на те, що індійські казино не можуть рекламувати свої послуги, іноземні сайти, орієнтовані на жителів країни, продовжують працювати. Єдина юридична вимога для них полягає в тому, що такі казино повинні приймати індійські рупії як спосіб оплати для місцевих гравців. При цьому, згідно досліджень, лише 23 млн з понад 1,5 млрд жителів країни мають фінансову можливість брати участь в онлайн-казино, а активними в інтернеті є менше половини населення країни.

## Легалізація
Незважаючи на законодавство, що забороняє казино майже скрізь в Індії, по всій країні існує велика кількість незаконних закладів. Індійський ринок азартних ігор, за оцінками, сягає 60 млрд $ на рік, з них близько половини — чорний ринок. Головний виконавчий директор Міжнародної ради з крикету (ICC) виступає за легалізацію ставок на спорт. Багато індійських профейсійних гравців закликали уряд легалізувати в країні азартні ігри, щоб вивести цю сферу економіки з тіні та рук мафії.

## Платіжні шлюзи
Однією з найбільших перешкод, з якою стикаються гравці в Індії, є складність передачі грошей букмекерам. Більшість гравців переказує гроші за допомогою сервісів Moneybookers або Neteller. Часто спроби внести депозит за допомогою картки Visa або MasterCard скасовуються. Те ж стосується банківських переказів через інтернет.